# ريتشارد فرودينبرغ
ريتشارد فرودينبرغ (بالألمانية: Richard Freudenberg) مواليد 31 أغسطس 1998 في هايدلبرغ، هو لاعب كرة سلة ألماني. بدأ مسيرته الاحترافية في سنة 2015. يلعب مع سكايلاينرز فرانكفورت في الدوري الألماني لكرة السلة. يبلغ طوله 6 قدم 9 بوصة (2.1 م). لعب مع بايرن ميونخ لكرة السلة في الدوري الألماني لكرة السلة.

## روابط خارجية
- ريتشارد فرودينبرغ على موقع الاتحاد الدولي لكرة السلة (الإنجليزية)
- ريتشارد فرودينبرغ على موقع الدوري الأوروبي لكرة السلة (الإنجليزية)
- ريتشارد فرودينبرغ على موقع كرة السلة الأوروبية.كوم (الإنجليزية)
- ريتشارد فرودينبرغ على موقع كلية كرة السلة في سبورتس رفرنس.كوم (الإنجليزية)
- ريتشارد فرودينبرغ على موقع ريلجم (الإنجليزية)
- ريتشارد فرودينبرغ على موقع بروبوليرز (الإنجليزية)
- ريتشارد فرودينبرغ على موقع سبورتس رفرنس (الإنجليزية)